# ولنتاین روبرژ
ولنتاین روبرژ (انگلیسی: Valentin Roberge؛ زادهٔ ۹ ژوئن ۱۹۸۷) بازیکن فوتبال اهل فرانسه است.
از باشگاه‌هایی که در آن بازی کرده‌است می‌توان به باشگاه فوتبال استاد رنس، باشگاه فوتبال ساندرلند، باشگاه فوتبال آریس سالونیک، و باشگاه ورزشی ماریتیمو اشاره کرد.